# Oceanidae
Oceanidae es el tercer álbum de estudio de la banda de groove metal española Vita Imana, editado por la propia banda de forma independiente en el año 2014.

## Canciones
1. Depredador de Luz
2. Equilibrio
3. Ablepsia
4. Mar de Cristales
5. Manos de Sangre
6. Seis Almas
7. Hydros
8. Oxígeno
9. Oceanidae

## Personal
- Javier Cardoso – voz
- Román García – guitarra
- Puppy – guitarra
- Pepe Blanco – bajo
- Míriam Baz – Percusión
- Daniel García – batería